# Notropis amecae
A Notropis amecae é uma espécie de ciprinídeo. Foi descrita em 1986, na parte superior do Rio Ameca em Jalisco, México. Seus parentes mais próximos são o Notropis calientis e o Notropis aulidion. 

## Habitat
A espécie e endêmica do Rio Ameca no Mexico foi redescoberta em 2001 e esta extinta da natureza